# Ceratomysis egregia
Ceratomysis egregia är en kräftdjursart som beskrevs av Hansen 1910. Ceratomysis egregia ingår i släktet Ceratomysis och familjen Petalophthalmidae. Inga underarter finns listade i Catalogue of Life.